# Тансталл, Катберт
Катберт Тансталл (англ. Cuthbert Tunstall, иначе Tunstal или Tonstall; 1474 — 18 ноября 1559) — английский схоластик, церковный деятель, дипломат, администратор и королевский советник. Он служил князем-епископом Дарема при Генрихе VIII, Эдуарде VI, Марии I и Елизавете I.

## Биография

### Детство и начало карьеры
Катберт родился в Хакфорте, Йоркшир, в 1474 году, он был внебрачным сыном Томаса Тансталла из замка Турланд, Ланкашир. Его законнорожденный брат по отцу, Брайан Тансталл, погиб в битве при Флоддене в 1513 году. Катберт изучал математику, теологию и право в Оксфорде (Баллиол-колледж), Кембридже (Тринити-колледж) и Падуе, где он получил степень доктора права. Он прекрасно знал греческий и еврейский языки.
Уильям Уорхэм, архиепископ Кентерберийский, сделал его своим секретарём 25 августа 1511 года, и вскоре после этого назначил священником в Харроу-он-де-Хилл. Со временем он стал каноником Линкольнского собора (1514) и архидиаконом Честера (1515). Вскоре король Генрих VIII и кардинал Уолси привлекли его к дипломатической службе. В 1515 году Тансталл вместе с Томасом Мором отправился во Фландрию, а затем в Бельгию. В Брюсселе он, видимо, познакомился с Эразмом и сблизился с обоими учёными. В 1519 году его отправили в Кёльн; визит в Вормс (1520-21) дал ему ощущение значимости лютеранского движения и литературы.
В 1516 году Тансталл стал начальником архивов канцлерского суда, а в 1521 году — деканом Солсберийского собора. В 1522 году он стал епископом Лондона по папскому постановлению, а 25 мая 1523 года получил титул лорда-хранителя Малой печати. В 1525 году он участвовал в переговорах с императором Священной Римской империи Карлом V после битвы при Павии и помогал заключению Камбрейского мира в 1529 году.

### Епископ Дарема при Генрихе VIII и Эдуарде VI
22 февраля 1530 года — снова по папскому постановлению — Тансталл стал преемником кардинала Уолси в качестве епископа Дарема. Эта должность предполагала почти королевскую власть на территории диоцеза. В 1537 году он стал также президентом нового Совета Севера. Хотя его часто привлекали к отнимавшим много времени переговорам с шотландцами, он принимал участие и в других общественных делах, посещал заседания парламента, где в 1539 году участвовал в дискуссии о Шести статьях.
В деле о разводе Генриха Тансталл выступал в качестве адвоката королевы Екатерины. В отличие от епископа Джона Фишера и сэра Томаса Мора, в последующие кризисные годы Тансталл проводил политику пассивного подчинения и уступок во многих делах, расходившихся с его убеждениями. В то время как он строго придерживался доктрины и практики Римской католической церкви, после некоторого колебания он принял Генриха как главу английской церкви и публично защищал эту позицию, приняв таким образом и разрыв с Римом.
Тансталл был противником религиозной политики, проводимой советниками короля Эдуарда VI, и голосовал против первого Акта об единообразии 1549 года. Однако он продолжал исполнять свои публичные обязанности без перерыва в надежде, что можно будет призвать графа Уорика к изменению антикатолической политики герцога Сомерсета. Надежда не оправдалась, после падения Сомерсета Тансталл был вызван в Лондон в мае 1551 года и помещён под домашний арест. Во время этого заключения он составил трактат об Евхаристии, который был опубликован в Париже в 1554 году. В конце 1551 года он был заключён в Тауэр, а билль о его отрешении от должности был внесён в Палату общин. После его рассмотрения Тансталл 4-5 октября 1552 года предстал перед комиссией, после чего был лишён епископского сана.

### Епископ Дарема при Марии I и Елизавете I
По восшествии на престол Марии I в 1553 году Тансталлу была дарована свобода. Его епископство, которое было ликвидировано парламентским актом в марте 1553 года, восстановлено другим актом от апреля 1554 года. Восьмидесятилетний Тунсталл снова вступил в должность епископа Дарема. Он продолжал прежнюю примиренческую политику, воздерживаясь от систематических гонений на протестантов. В правление Марии I ему удалось сохранить мир в своем диоцезе.
При восшествии на престол Елизаветы I Тансталл отказался приносить присягу королеве как главе Англиканской церкви, также он уклонился от участия в посвящении протестанта Мэтью Паркера в сан архиепископа Кентерберийского. Его вновь арестовали, лишили диоцеза в сентябре 1559 года и заключили в Ламбетский дворец, где он и умер через несколько недель в возрасте 85 лет. Катберт Тансталл был одним из 11-ти католических епископов, умерших в заключении во время правления Елизаветы I.
Англиканский историк Альберт Поллард пишет:
85-летний жизненный путь Тансталла, в котором 37 лет он был епископом, является наиболее последовательным и достойным в шестнадцатом веке. Распространение Реформации при Эдуарде VI заставило его пересмотреть свои взгляды на верховенство королевской власти, и он отказался вновь изменять их при Елизавете.

## Сочинения
1. De arte supputandi libri quattuor (1522).

Основанная на Summa Луки Пачоли, это первая работа, напечатанная в Англии и посвящённая исключительно математике.
1. Confutatio cavillationum quibus SS. Eucharistiae Sacramentum ab impiis Caphernaitis impeti solet (Paris, 1552).
2. De veritate corporis et sanguinis domini nostri Jesu Christi in eucharistia (Paris, 1554).
3. Compendium in decem libros ethicorum Aristotelis (Paris, 1554).
4. Certaine godly and devout prayers made in Latin by C. Tunstall and translated into Englishe by Thomas Paynelle, Clerke (London, 1558).
5. Переписка Тансталла как президента Совета Севера в Британской библиотеке.